# A nők szultanátusa
A nők szultanátusa névvel azt a körülbelül 130 évnyi időszakot jellemezzük az 1500-as és 1600-as években, amely a Fenséges (szultáni) Hárem asszonyainak hatalmát, politikai befolyását mutatja. Ebben az időben sok szultán volt még kiskorú vagy nemtörődöm, ezért a tényleges hatalmat anyjuk vagy feleségük, a hárem teljhatalmú asszonya, a válide szultána vagy a haszeki szultána gyakorolta. Ezeknek a nőknek legtöbbje szolgasorból származott. Ennek az érának a kezdetét a történészek 1541-től datálják, amikor a régi szultáni palota leégett (egyes feltételezések szerint nem véletlenül), és Hürrem szultána áttette székhelyét a Topkapı palotába. Ezzel végleg megerősödött pozíciója, és örökre beírta nevét a történelembe, mint az Oszmán Birodalom egyik legerősebb asszonya. Hírét és hatalmát egyedül Köszem szultána tudta utolérni, aki kétszer is uralkodott válideként, ráadásul a birodalom kormányzójaként is hatalmat gyakorolt. A leghíresebb válidék között van még Nurbanu szultána, Hürrem menye is, aki az iszákos II. Szelim helyett irányította az Oszmán Birodalmat. Nem egyszer udvari frakciók alakultak a szultáni feleségek és a válidék (anyaszultánák) köré. Az időszak IV. Mehmed anyjának, Turhan Hatidzse szultána halálának idejéig tartott.

## A korszak szultánái
| Név                      | születés/halál | kapcsolatok | uralkodás |
| ------------------------ | -------------- | --- | --- |
| Hürrem szultána          | 1502-1558      | Szulejmán szultán felesége, Mehmed, Mihrimah szultána, Abdullah, II Selim szultán, Bayezid herceg és Dzsihangir herceg anyja.  | 1534–1558 |
| Mihrimah szultána        | 1522–1578      | Szulejmán szultán és Hürrem szultána lánya, az egyetlen vérbeli szultána akit ide sorolnak.                                    | 1558–1578 |
| Nurbanu szultána         | 1525–1583      | II Selim szultán felesége, III Murad, Esmahan, Gevherhan és Sah szultánák anyja                                                | 1578–1583 |
| Szafije szultána         | 1550–1620      | III Murad felesége, III Mehmed, Hümasah, Ayse, Fatma és Fahriye szultánák anyja                                                | 1583–1603 |
| Handan szultána          | 1576–1605      | III Mehmed második asszonya, I Ahmed anyja.                                                                                    | 1603–1605 |
| Halime szultána          | 1571–1623      | III Mehmed első asszonya, I. Musztafa, Mahmud herceg és Dilruba szultána anyja.                                                | 1617–1618 1622–1623 |
| Mahfiruz Hatidzse Hatun  | 1590–1620      | I Ahmed első asszonya, II. Oszmán anyja                                                                                        | 1618–1620 |
| Köszem szultána          | 1589–1651      | I Ahmed hites felesége Gyermekei: Mehmed herceg, Kasim herceg, IV. Murad, I. Ibrahim, Ayse, Fatma, Gevherhan, Atike szultánák. | 1605–1617 (Haseki szultána) 1623–1651 (Valide szultána IV. Murad, I. Ibrahim és IV. Mehmed szultán uralkodásának elején.) |
| Turhan Hatidzse szultána | 1627–1683      | I. Ibrahim első asszonya, IV Mehmed és Beyhan szultána anyja. A nők szultánátusa vele fejeződött be.                           | 1642–1648 (haseki szultána) 1648–1651 (kis válide szultána) 1651–1683 (nagy válide szultána)                              |